# Vuelta a España 1984
Die 39. Vuelta a España wurde in 21 Abschnitten und 3593 Kilometern vom 17. April bis zum 6. Mai 1984 ausgetragen.
Gesamtsieger der Rundfahrt wurde Franzose Éric Caritoux mit dem knappsten Vorsprung in der Geschichte der Grand Tours von lediglich sechs Sekunden vor Alberto Fernández Blanco. Caritoux startete als Ersatzfahrer für den Teamkapitän Sean Kelly. Nach dessen Rückzug wollte seine Mannschaft Skil-Reydel-Sem-Mavic ursprünglich nicht starten und entschied sich erst wenige Tage vor dem Rennen zu starten, um eine Vertragsstrafe zu vermeiden.
Die Bergwertung gewann Felipe Yáñez, die Punktewertung gewann Guido Van Calster. Jozef Lieckens siegte in der Meta Volantes-Wertung, Jesús Suárez Cuevas in der Sprint Especiales-Wertung, Edgar Corredor in der Nachwuchswertung und das Team Teka in der Mannschaftswertung.

## Etappen
| Etappe | von                    | nach                   | km        | Gewinner            | Maillot amarillo |
| ------ | ---------------------- | ---------------------- | --------- | ------------------- | ---------------- |
| Prolog | Jerez de la Frontera   | Jerez de la Frontera   | 6,6 (EZF) | Francesco Moser     | Francesco Moser  |
| 1      | Jerez de la Frontera   | Málaga                 | 272       | Noël Dejonckheere   | Francesco Moser  |
| 2      | Málaga                 | Almería                | 202       | Guido Van Calster   | Francesco Moser  |
| 3      | Mojácar                | Elche                  | 204       | Jozef Lieckens      | Francesco Moser  |
| 4      | Elche                  | Valencia               | 197       | Noël Dejonckheere   | Francesco Moser  |
| 5      | Valencia               | Salou                  | 245       | Jozef Lieckens      | Francesco Moser  |
| 6      | Salou                  | Sant Quirze del Vallès | 113       | Michel Pollentier   | Francesco Moser  |
| 7      | Sant Quirze del Vallès | Rassos de Peguera      | 184       | Éric Caritoux       | Pedro Delgado    |
| 8      | Cardona                | Saragossa              | 269       | Roger De Vlaeminck  | Pedro Delgado    |
| 9      | Saragossa              | Soria                  | 159       | Orlando Maini       | Pedro Delgado    |
| 10     | Soria                  | Burgos                 | 148       | Palmiro Masciarelli | Pedro Delgado    |
| 11     | Burgos                 | Santander (AND)        | 182       | Francesco Moser     | Pedro Delgado    |
| 12     | Santander              | Covadonga              | 199       | Reimund Dietzen     | Éric Caritoux    |
| 13     | Cangas de Onís         | Oviedo                 | 170       | Guido Van Calster   | Éric Caritoux    |
| 14     | Lugones                | Alto del Naranco       | 12 (EZF)  | Julián Gorospe      | Éric Caritoux    |
| 15     | Oviedo                 | León                   | 121       | Antonio Coll        | Éric Caritoux    |
| 16     | León                   | Valladolid             | 138       | Daniel Rossel       | Éric Caritoux    |
| 17     | Valladolid             | Palazuelos de Eresma   | 258       | José Recio          | Éric Caritoux    |
| 18A    | Palazuelos de Eresma   | Torrejón de Ardoz      | 145       | Jesús Suárez Cuevas | Éric Caritoux    |
| 18B    | Torrejón de Ardoz      | Torrejón de Ardoz      | 33 (EZF)  | Julián Gorospe      | Éric Caritoux    |
| 19     | Torrejón de Ardoz      | Madrid                 | 139       | Noël Dejonckheere   | Éric Caritoux    |

## Endstände
| Sieger                     | Éric Caritoux            | 90:08:03 h  |
| Zweiter                    | Alberto Fernández Blanco | + 0:06 min  |
| Dritter                    | Reimund Dietzen          | + 1:33 min  |
| Vierter                    | Pedro Delgado            | + 1:43 min  |
| Fünfter                    | Edgar Corredor           | + 3:40 min  |
| Sechster                   | Julián Gorospe           | + 4:41 min  |
| Siebter                    | José Patrocinio Jiménez  | + 7:10 min  |
| Achter                     | Vicente Belda            | + 7:14 min  |
| Neunter                    | José Recio               | + 7:21 min  |
| Zehnter                    | Francesco Moser          | + 8:41 min  |
| Punktewertung              | Guido Van Calster        | 204 P.      |
| Zweiter                    | Noël Dejonckheere        | 168 P.      |
| Dritter                    | Jozef Lieckens           | 138 P.      |
| Bergwertung                | Felipe Yáñez             | 81 P.       |
| Zweiter                    | José Luis Laguía         | 59 P.       |
| Dritter                    | Éric Caritoux            | 50 P.       |
| Meta Volantes-Wertung      | Jozef Lieckens           | 39 P.       |
| Sprints Especiales-Wertung | Jesús Suárez Cuevas      |             |
| Nachwuchswertung           | Edgar Corredor           | 90:11:43    |
| Teamwertung                | Teka                     | 270:24:40 h |